# Järstad
Järstad är kyrkbyn i Järstads socken i Mjölby kommun i Östergötlands län.
I orten ligger Järstads kyrka.